# Valentín Varénnikov
Valentín Ivánovich Varénnikov (n. Krasnodar, 15 de diciembre de 1923 - m. Moscú, 6 de mayo de 2009) fue un militar y político soviético y ruso. Estudió en la Academia Militar “Frunze”, Academia Militar del Estado mayor de la URSS. General de ejército, Héroe de la Unión Soviética, Premio Lenin.
Participó en la Segunda Guerra Mundial de 1941 a 1945, y en el Desfile de la Victoria. También participó en los acontecimientos armados en Angola, Siria, Etiopía y Afganistán. Fue el organizador principal de los trabajos de las unidades militares para la liquidación de las consecuencias de la catástrofe de Chernóbil.

## Mando
Estuvo al mando de subdivisiones, cuatro regimientos, división motorizada de infantería, cuerpo de ejército, 3º Ejército de choque, tropas de la Circunscripción Militar de los Cárpatos, fue primer suplente del jefe del Estado Mayor General de las Fuerzas Armadas durante 10 años (de ellos, 4,5 años en Afganistán), Comandante en Jefe de las Tropas Terrestres (viceministro de defensa de la URSS).

## Participación política
Fue elegido dos veces diputado del Soviet Supremo de la República Socialista Federativa Soviética de Rusia, tres veces diputado del Sóviet Supremo de la Unión Soviética y diputado popular de la URSS. Miembro del Comité Central del PCUS.

## Detención
Fue arrestado por el caso del Comité Estatal para el Estado de Emergencia en agosto de 1991, acusado de participar en el intento de golpe de Estado en la Unión Soviética. En febrero de 1994 fue amnistiado, pero no la aceptó y exigió ir a tribunales. El Tribunal Supremo de la Federación de Rusia lo absolvió. La Fiscalía de la Nación impugnó la decisión del tribunal. El Presídium del Tribunal Supremo de la Federación Rusa lo juzgó por segunda vez y la sentencia absolutoria quedó vigente.

## Vuelta a la participación política
En 1995 fue elegido diputado de la Duma Estatal. Durante cuatro años fue presidente del Comité de la Duma Estatal para los asuntos de los veteranos de guerra.
En 2003 fue elegido a la IV Duma Estatal por el bloque Rodina (tercer número en la lista federal). Fue el primer vicepresidente del Comité de la Duma Estatal para los asuntos de los veteranos de guerra. Copresidente de la fracción RÓDINA.
Entre 1997 y 2005 fue presidente de la Asociación Rusa de Héroes (organización nacional que reúne a los Héroes de la Unión Soviética, Héroes de Rusia y Caballeros de todas las Órdenes de la Gloria). 
Se dedicó activamente al trabajo social y político. Invitado a formar parte del Comité Organizativo Ruso “Victoria”.
Desde noviembre de 2005 fue presidente de la Liga Internacional para la Defensa de la Dignidad y la Seguridad Humanas. En el marco de la Liga se lleva a cabo trabajos pacificadores y socio-humanitarios.
Estaba casado. Su hijo, Vladímir Valentínovich Varénnikov, es teniente general, correligionario político y compañero de lucha de su padre.